# Цвек, Ловро
Ло́вро Цвек (хорв. Lovro Cvek; род. 6 июля 1995, Вараждин) — хорватский футболист, полузащитник. Выступал за молодёжную сборную Хорватии.

## Клубная карьера
Родился 6 июля 1995 года в Вараждине. Воспитанник клуба «Вараждин».
В сезоне 2013/14 провёл одну игру за «Вараждин» в первом раунде Кубка Хорватии против «Новиграда» (0:3).
Летом 2014 года стал игроком словенского клуба «Заврч». Дебют в чемпионате Словении состоялся 18 июля 2014 года в выездном матче против «Целе» (1:0). За «Заврч» играл в течение двух сезонов, где стал игроком основного состава. Перед началом сезона 2016/17 перешёл в «Алюминий», где играл на протяжении полугода. В январе 2017 года подписал контракт с «Целе», где являлся игроком основы на протяжении двух с половиной лет.
В июле 2019 года перешёл в словацкую «Сеницу».
В январе 2020 года подписал контракт с луганской «Зарёй», сроком на два с половиной года. Дебют в чемпионате Украины состоялся 22 февраля 2020 года в игре против «Мариуполя» (2:1). На 79-й минуте матча против киевского «Динамо», который состоялся 16 июля 2020 года Цвек получил красную карточку за фол в отношении Сергея Сидорчука. У «динамовца» от удара Цвека осталась рваная рана на которую ему нанесли швы. Контрольно-дисциплинарный комитет Украинской ассоциации футбола в итоге дисквалифицировал хорвата на три следующих матча. По итогам чемпионата луганчане сумели завоевать бронзу турнира, что позволило им выступать в следующем сезоне в групповом раунде Лиги Европы. Дебют Цвека в еврокубках пришёлся на 22 октября 2020 года, когда «Заря» играла на выезде против английского «Лестер Сити» (0:3).

## Карьера в сборной
В феврале 2015 года сыграл в товарищеской игре за молодёжную сборную Хорватии до 21 года, а в апреле 2015 года провёл два матча за сборную до 20 лет.

## Статистика
| Сезон   | Клуб           | Лига                 | Чемпионат | Чемпионат | Кубок | Кубок | Еврокубки | Еврокубки |
| Сезон   | Клуб           | Лига                 | Игры      | Голы      | Игры  | Голы  | Игры      | Голы      |
| ------- | -------------- | -------------------- | --------- | --------- | ----- | ----- | --------- | --------- |
| 2013/14 | Вараждин       | Третья лига Хорватии |           |           | 1     | 0     | —         | —         |
| 2014/15 | Заврч          | Чемпионат Словении   | 29        | 2         | 4     | 1     | —         | —         |
| 2015/16 | Заврч          | Чемпионат Словении   | 30        | 3         | 5     | 0     | —         | —         |
| 2016/17 | Алюминий       | Чемпионат Словении   | 14        | 0         | 3     | 0     | —         | —         |
| 2016/17 | Целе           | Чемпионат Словении   | 14        | 2         | 5     | 0     | —         | —         |
| 2017/18 | Целе           | Чемпионат Словении   | 28        | 4         | 1     | 0     | —         | —         |
| 2018/19 | Целе           | Чемпионат Словении   | 35        | 0         | 1     | 0     | —         | —         |
| 2019/20 | Сеница         | Чемпионат Словакии   | 13        | 0         | 2     | 0     | —         | —         |
| 2019/20 | Заря (Луганск) | Премьер-лига Украины | 11        | 0         | 0     | 0     | —         | —         |
| 2020/21 | Заря (Луганск) | Премьер-лига Украины | 5         | 0         | 0     | 0     | 1         | 0         |

## Достижения
«Заря»
- Бронзовый призёр чемпионата Украины: 2020/21.
- Финалист Кубка Украины: 2020/21